# Craspedocephalus malabaricus
Craspedocephalus malabaricus, Syn.: Trimeresurus malabaricus, ist eine endemisch im Westen Indiens vorkommende giftige Schlangenart aus der Unterfamilie der Grubenottern (Crotalinae). Aufgrund ihres Vorkommens an der Malabarküste wird die Art im englischen Sprachgebrauch als Malabar Pit Viper (Malabar-Grubenotter) bezeichnet.

## Merkmale
Craspedocephalus malabaricus erreicht eine Länge von durchschnittlich 60 (maximal 105) Zentimetern. Die Körperoberseite zeigt eine sehr große Farbvariabilität. So treten braune, grüne oder gelbe Morphen auf, die außerdem mit mehr oder weniger unregelmäßigen dunklen Flecken überzogen sind. Diese können jedoch auch gänzlich fehlen. Die schwach gekielten Rückenschuppen sind in 21 oder 19 Reihen an der Körpermitte angeordnet. Die Ventralschuppen betragen bei den Männchen 143 bis 158, bei den Weibchen 136 bis 159. Die Analschuppen sind ungeteilt. Die Körperunterseite hat eine weißliche bis  gelbliche Farbe. Der Kopf ist stark keilförmig, wesentlich breiter als der Hals und mit wärmeempfindlichen Gruben zwischen den Augen und den Nasenlöchern versehen. Die Schnauzenspitze ist leicht vorgezogen. Craspedocephalus malabaricus  hat außerdem vertikal-schlitzförmige Pupillen.

## Verbreitung und Lebensraum
Das Verbreitungsgebiet von Craspedocephalus malabaricus erstreckt sich entlang eines relativ schmalen Streifens zwischen den Westghats und der Küste des Arabischen Meers auf dem indischen Kontinent, der nördlich von Mumbai beginnt und bis nach Thiruvananthapuram im Süden reicht. Dort lebt die Art in Wald- und Strauchlandschaften sowie in Plantagen für Agrarprodukte. Die Höhenverbreitung reicht im gebirgigen Gelände bis auf knapp über 2100 Meter (7000 ft).

## Lebensweise
Craspedocephalus malabaricus führt eine überwiegend dämmerungs- und nachtaktive Lebensweise. Sie versteckt sich tagsüber im dichten Unterholz. Die Fortpflanzung erfolgt durch Viviparie. Craspedocephalus malabaricus schwimmt und taucht zuweilen, um Froschlurche, eine bevorzugte Beute, aufzuspüren. Der Gleitfrosch Rhacophorus malabaricus gehört dabei zu ihrem Nahrungsspektrum.

## Giftigkeit
Über die Giftigkeit von Craspedocephalus malabaricus und die Auswirkungen auf den Menschen liegen nur einzelne Erkenntnisse vor. Berichtet wurde vom Biss der Schlange in die Kopfhaut einer Frau mit folgenden Auswirkungen: Es traten Schwellungen und Druckempfindlichkeit im rechten Scheitelbereich der Kopfhaut bis hin zum Hals sowie an einzelnen Lymphknoten auf. Merkmale einer Neurotoxizität wurden nicht festgestellt. Der 20-Minuten-Vollblut-Gerinnungstest (whole blood clotting test (WBCT)) zeigte keine Auffälligkeiten. Das Koagulationsprofil wurde regelmäßig wiederholt und war für die nächsten 48 Stunden normal. Es traten jedoch leichtere Formen einer Nierenfunktionsstörung auf.
Bei Analysen des Schlangengiftes unter Verwendung der Ionenaustauschchromatographie, von Vorfraktionierungstechniken und weiterer Untersuchungsmethoden wurden 97 Proteine im Gift identifiziert. Damit können Vergleiche mit kommerziell erhältlichen polyvalenten indischen Gegengiften angestellt werden. Außerdem wird davon ausgegangen, dass die Ergebnisse zur Verbesserung von Gegengiftpräparaten führen werden.

## Gefährdung
Von der Weltnaturschutzorganisation IUCN wird Craspedocephalus malabaricus als „Least Concern = nicht gefährdet“ klassifiziert.